# The Daily Telegraph
Daily Telegraph, được biết đến trực tuyến và ở những nơi khác là The Telegraph, là một nhật báo khổ lớn của Anh, được xuất bản tại Luân Đôn bởi Telegraph Media Group và phân phối trên khắp Vương quốc Liên hiệp Anh và Bắc Ireland và quốc tế. Tờ báo này được thành lập bởi Arthur B. Sleigh vào năm 1855 với tên Daily Telegraph & Courier.
Được mô tả như một tờ báo kỷ lục và có uy tín quốc tế về chất lượng, Telegraph được mô tả là "một trong những tờ báo vĩ đại của thế giới".